# Baksjön (Åsele socken, Lappland, 711297-156729)
Baksjön är en sjö i Åsele kommun i Lappland och ingår i Ångermanälvens huvudavrinningsområde. Sjön är 13 meter djup, har en yta på 2,06 kvadratkilometer och är belägen 295 meter över havet. Sjön avvattnas av vattendraget Baksjöbäcken.

## Delavrinningsområde
Baksjön ingår i det delavrinningsområde (711507-156688) som SMHI kallar för Utloppet av Baksjön. Medelhöjden är 329 meter över havet och ytan är 12,05 kvadratkilometer. Det finns inga avrinningsområden uppströms utan avrinningsområdet är högsta punkten. Baksjöbäcken som avvattnar avrinningsområdet har biflödesordning 3, vilket innebär att vattnet flödar genom totalt 3 vattendrag innan det når havet efter 188 kilometer. Avrinningsområdet består mestadels av skog (77 procent). Avrinningsområdet har 2,05 kvadratkilometer vattenytor vilket ger det en sjöprocent på 17 procent.